# Sveti Bonaventura
Sveti Bonaventura (Ivan Fidanza; Bagnoregio, oko 1221. – Lyon, 15. srpnja 1274.), franjevački teolog, svetac, kardinal i crkveni naučitelj.

## Životopis
Nakon svršenih nauka "in artibus" oko 1243. prigrlio je život i pravilo Manje Braće. Postao je učenik Aleksandra Haleškoga, koga naziva "pater et magister". Od 1248. do 1257. predaje u Parizu i razvija veliku djelatnost na literarnom polju. Dana 2. veljače 1257. izabran je jednoglasno generalom franjevačkog reda. Kroz 17 godina svoga generalstva sudjeluje u raznim poslovima reda i Crkve; putuje po Italiji, Francuskoj, Njemačkoj i Španjolskoj, propovijeda, piše značajna djela, bori se protiv averoista itd. Tako je organizirao franjevački red i posebno protumačio Franjinu misao s obzirom na znanost, da je nazvan drugim utemeljiteljem reda i utemeljiteljem franjevačke škole. 
1265. nije se htio primiti nadbiskupske časti, a 28. svibnja 1273. je prisiljen primiti kardinalski šešir. Bio je duša II. lionskoga sabora. Radeći oko ujedinjenja istočne Crkve sa zapadnom, teško je obolio i naskoro umro, oplakan od čitavog koncila. Grgur X. održao mu je govor, istaknuvši, kako je Crkva smrću Bonaventurinom "inaestimabile damnum perpessa" (pretrpjela nesagledivu štetu), i naredio svećenicima čitavog svijeta, čitati jednu misu za njegovu dušu. Potomstvo, koje je nazvalo Franju Alvernskim Serafinom, dalo je Bonaventuri slavan naziv "Doctor Seraphicus". Siksto IV. proglasi ga je 1482. svecem, a Siksto V. ubrojio ga je 1588. među crkvene naučitelje.

## Učenja
Bonaventura je i filozof i spekulativni teolog i mistik. Njegovu nauku možemo pravo shvatiti i ocijeniti samo onda, ako imamo pred očima izvore, odakle je potekla, i prilike, u kojima je nastala:

### Augustinsko-franjevačka sinteza
Sv. Bonaventura duguje svoju znanost augustinizmu, koji je primio od Aleksandra Haleškoga, a inspiraciju, duh, kojim je tu tradicionalnu nauku oživio, tražio je u srcu sv. Franje. Kad je Bonaventura stupio na poprište znanosti, mistika je prevladavala u teologiji, a znanje je bilo podređeno dobrom, krjeposnom vladanju. 
Augustinova nauka, puna milosti i obraćenja, nauka, koja se okreće oko Krista kao oko svoga središta, odgovarala je i duhu i idealu sv. Franje, koji je postavio načelo: "Deus meus et omnia", koji je posvuda, u svim stvorenjima gledao svoga Stvoritelja - stepenice, po kojima se je dizao do Izvora istine, dobrote i ljepote. I Bonaventura je ideal sv. Franje izrazio skolastičnim jezikom. On ima pred očima čitavu znanost, koja je od Aristotela i Platona, od Grgura i Dionizija došla u zlatno doba skolastike; ali on posebno hoće da slijedi Augustina, kojega naziva najvećim metafizičarom (altissimus metaphysicus), oštroumnim braniteljem vjere, velikim teologom Riječi, najvećim crkvenim ocem. 
Aristotel je bio čovjek znanosti (scientiae), a Platon mudrosti (sapientiae). Augustin je jedno i drugo: "uterque autem sermo, scilicet sapientiae et scientiae, per Spiritum datus est Augustino". "Nitko nije bolje opisao narav vremena i materije", kliče Bonaventura (Opera, VIII. 335), "kao Augustin u svojim "Ispovijestima"; nitko nije bolje protumačio postanak forma i način rasplođivanja stvari, kao on u "'Super Genesim ad litteram"; isto tako njegov "Traktat o Trojstvu" svjedoči, da nitko nije bolje riješio pitanja, koja se odnose na dušu; napokon je iz njegove knjige "De civitate Dei" očevidno, da nitko nije mudrije promozgao narav stvaranja svijeta. Ukratko, ništa ili gotovo ništa nisu naučavali učitelji, što ne ćeš naći u Augustinovim spisima". Sv. Franjo je našao u Bonaventuri svoga teologa, koji je tradicionalnom augustinizmu dao poseban oblik. Bonaventurina je nauka pretežno augustinska, a u središtu se ove nauke nalazi ideal sv. Franje, koji je oživljuje, kao što se u središtu tijela nalazi srce, koje je pokretač svega. To se posebno očituje u metodi, koju B. provodi u svojoj teodiceji, kozmologiji, psihologiji i etici.

### Kršćanska filozofija i teologija
Serafinski naučitelj tvrdi, da teologija mora upotrijebiti metodu umovanja i istraživanja. On ne niječe, da razum, prepušten sam sebi, može spoznati istinu, ali misli, da je ta spoznaja slaba i nepotpuna, kad je govor o Bogu i našem spasenju. Nijedan filozof ne može samim svojim razumom spoznati jedinstvo u Trojstvu, veličanstvo Božje u poniznosti Utjelovljenja, Božju nepromjenljivost u njegovu djelovanju. A bez te vjere nema prave spoznaje o Bogu. 
Koliko je filozofija bez Krista slaba, najbolje pokazuje Aristotel, koji govori o čovjeku, ali taj je čovjek bez Stvoritelja, bez Uzroka i bez Svrhe, koji raspravlja doduše o Bogu, no taj je Bog, koji ne ljubi, ne proizvodi, ne brine se, ne obećaje. "Necesse est philosophantem in aliquem errorem labi nisi adiuvetur per rationem fidei" (Opera, II., 448). Budući dakle da konkretno ne postoji čovjek, koji ne bi bio uzdignut na svrhunaravni red, i jer je ljudska duša određena za blaženstvo, koje ne može postići bez vjere i milosti, jasno je, da se filozofija ne može posve odijeliti od Objave, od Krista, od "intellectus fidelis". – "Christus est omnium magister. Ipse est medium omnium scientiarum". Vjera je izvor mudrosti i znanja, "sive sit de aeternis sive de temporalibus". Krist, koji je "radix omnis cognitionis in via" (Sermo 5 in Dom. II. Adv.), može pomoći čovjeku, da ona prirođena klica znanja, usađena u njegovoj duši, formira istinsku, iako nikada potpuno savršenu filozofiju, "kršćansku filozofiju". Filozofija je podređena teologiji, a teologija kontemplaciji, do koje nas vodi molitva, krjepostan život i znanost. 
Bonaventura opominje, da nije dovoljna "lectio sine unctione, speculatio sine devotione, investigatio sine admiratione, circumspectio sine exultatione, industria sine pietate, scientia sine caritate, intelligentia sine humilitate, studium absque divina gratia" (Opera, V., 296). Ove riječi izrazuju glavnu oznaku njegova čitavog sustava. On promatra svemir, čovjeka i Boga; upotrebljava spekulaciju, teologiju i filozofiju, da nas dovede do intuitivne kontemplacije Boga. Augustin je već kazao: "Nulla est homini causa philosophandi, nisi ut beatus sit" (De civit. Dei, XIX., I). A poznato je, kako je sv. Franjo opominjao svoju djecu, da njihova nauka bude samo poticalo, da se ujedine s Bogom: "Ordinat suum studium ad accendendum se ipsum ad Dei amorem et mundi contemptum et ad imitandum Christum".

### Teodiceja
Očito je, da Bog postoji. Čitav svemir je knjiga, u kojoj svaka strana sadrži ime Stvoritelja. "In omni re, quae sentitur, sive quae cognoscitur, interius latet ipse Deus" (Opera, V., 325). Preko sedam stupnjeva dižemo se od nižega prema većemu tražeći Boga izvan nas, u nama i povrh nas. Kontingentnost, nesavršenost, ovisnost, sastav, kretnja, relativitet — sve, što gledamo u svemiru, svjedoči, da postoji Beskonačni, Savršeni, Neovisni, Čisti, Neizmjerni, Apsolutni. Ako zaronimo u svoju nutarnjost i promotrimo svoje iskustvo, opazit ćemo, da apsolutne i nepromjenljive vrednote, koje tu nalazimo, ne bi mogle postojati bez nekoga bića, koje je apsolutno, i mi smo samo njegova slika. Postoji misao, dakle postoji Misao! 
U našoj duši nalazimo sliku Trojstva, o kojoj govori Augustin: ljubav, spoznaja i pamćenje. A pošto smo promotrili Boga u osjetnom svijetu tjelesnim okom (oculus carnis) i promatrali ga u nama samima duhovnim okom (oculus mentis), promatramo ga napokon nad nama kontemplativnim okom (oculus contemplationis), i to u njegovu biću i njegovoj dobroti. Ideja nebića može se shvatiti samo po ideji bića, i ideja nesavršenog bića po ideji savršenog bića: dakle prva impresija, koju duh prima, jest impresija savršenog bića. A biće se ne može shvatiti nego po samome sebi: dakle impresiju savršenog bića možemo imati samo od samog savršenog bića. 
Ta Bonaventurina argumentacija, kojom dokazuje, da je nužno u nama ideja bića (ili Beskonačnoga), podsjeća na Descartesov dokaz: ideja Beskonačnoga jest u meni; ona ne može doći od konačnog uzroka; dakle dolazi od Beskonačnoga, od Boga. Bog je "simplicissimum, actualissimum, ideo perfectissimum"; on, koliko je samo biće, samo savršenstvo, ne može ne postojati, a isto tako ne može sebe ne očitovati. Bonaventurina teodiceja nalazi svoj naravni završetak u promatranju Presvetog Trojstva i Utjelovljene Riječi. Bog-Čovjek je most, preko koga dolazimo u mir, ekstazu, "ignorantia docta": mi uživamo u promatranju (apex mentis) Beskonačnoga, i to je prava mudrost. Dakle: na početku osjetna spoznaja, malo više naravna spoznaja, još više - nadnaravna vjera. Ljubav privlači dušu Bogu, kao što težina privlači tjelesa k središtu. 

### Kozmologija,psihologija,etika
Svijet je stvoren u vremenu: stvorenje odvijeka uključuje očitu kontradikciju. Pojam svijeta, koji je stvoren iz ništa, a ujedno od vječnosti, ukazuje se Bonaventuri protuslovnim. Bića su sastavljena ne samo iz biti i bivovanja, nego i iz materije i forme (hilemorfizam). 
Da pokaže, kako je isključivo samo Bog savršena jednostavnost, B. uči, da anđeli imaju materiju "duhovnu". Forma completiva, koja daje biću njegovu specifičnu, zadnju formu, nije nespojiva s drugim podređenim supstancijalnim formama. Bog je stvorio materiju, stavljajući u nju neke praklice, koje se razvijaju (rationes seminales). To su nesavršene, ali aktivne klice, koje se razvijaju u sebi. Bonaventura opširno tumači Augustinovu metafiziku svjetlosti. Svako je tijelo svjetlost u svojoj biti. Dušu Bog stvara. Ona je čitava u čitavom tijelu i u pojedinim dijelovima. Teorija iluminacije opravdava apsolutni karakter naše spoznaje. Ne samo da nam je Bog dao razum, koji je svjetlost, nego božanska svjetlost neposredno djeluje u našem činu spoznaje "rationibus aeternis", koje su nazočne u našem razumu. B. tvrdi, da te "rationes aeternae" nisu nazočne kao objekt spoznaje (on izričito zabacuje ono, što će se poslije zvati ontologizam), nego kao regulativni čimbenik, "ratio motiva". 
Promatrajući Augustinov "Cogito" otkriva B. smisao ljudskoga duha, duha u sebi i Duha samoga; pokazuje, kako su naši sudovi nepromjenljivi i nepogrješivi, koliko se naš duh nalazi pod pokretnim i regulativnim utjecajem božanskih Ideja. Elementi naše metafizične znanosti stvari uzeti su iz iskustva, ali nam je prirođena formalna apsolutnost ove znanosti. Postoji ne samo intelektivna nego i moralna iluminacija. Čovjek je slobodan, ali osjeća, da se u njemu nalaze vrednote moralnog reda: "Dico ergo quod illa lux aeterna est exemplar omnium, et quod mens elevata... ad hoc pervenit. Illa ergo prima occurunt animae exemplaria virtutum" (Opera, V., 361). Bonaventurina etika bitno je orijentirana prema svrhunaravnoj. Volja je nad razumom. I naše se jedinstvo s Bogom ne sastoji formalno u intelektualnom gledanju, nego u činu volje-ljubavi.

### Vrijednost i autoritet
Ujedinjujući spekulaciju s pobožnošću, skolastiku s mistikom, sadrži B. u sebi ona dva elementa, od kojih potječe sve, što je u srednjem vijeku veliko i lijepo, uzvišeno i korisno. Stoga njegova nauka ima trajnu vrijednost i uživa u Katoličkoj Crkvi onaj ugled, koji imaju drugi veliki crkveni naučitelji. 
Klement IV. "delectatus est mirabiliter doctrina S. Bonaventurae", Grgur X. odobrava njegove spise i stavlja ih zajedno s drugim autentičnim djelima: "Papa cum tota curia approbavit et in archivo ecclesiae poni fecit cum aliis libris authenticis". Siksto IV. veli, da je Bonaventura tako pisao, "ut in eo Spiritus Sanctus locutus videtur", a Siksto V., da Bonaventura zajedno s Tomom reprezentira skolastiku, i stoga naređuje, da se njegova nauka slijedi "ut aliorum Ecclesiae Doctorum qui eximii sunt". 
U naše doba Lav XIII., Pio X., Benedikt XV., Pio XI. tako pohvalno govore o Bonaventuri, da se iz njihovih izjava razabire, kako je on "princeps scholasticorum alter" i serafinski naučitelj. Bonaventurina je nauka uživala velik ugled i na koncilma: lyonskom, florentinskom, tridentinskom i vatikanskom. Od Gersona, koji je izjavio, da mu je Bonaventura najdraži od svih naučitelja, jer "in dicendo solidus est et securus, pius et iustus et devotus", do Franje Saleškoga, koji ga zove svojim ocem, bezbrojni su učenjaci hvalili Bonaventurinu nauku, koja "inflamat affectum et erudit intellectum". 
I u naše je doba sv. Bonaventura ne samo kao teolog i mistik predmetom udivljenja, nego posebno kao filozof. Bonaventurina je filozofija sinteza augustinizma, ali je u mnogočemu originalna. Gilson u svome klasičnom djelu La philosophie de s. Bonaventure zanosno govori o bonaventurijanizmu kao metafizici katoličke mistike, gdje je skolastičkim jezikom izraženo i religiozno iskustvo sv. Franje i tradicionalni augustinizam: "Nauka sv. Bonaventure naznačuje prema našem shvaćanju vrhunac kršćanske mistike i sačinjava najpotpuniju sintezu, koju je ona ikada ostvarila". Monnot, Romever, de Margerie i drugi pozdravljaju Bonaventuru kao Augustina 13. stoljeća. Danas, kad mnogi teže za integralnom filozofijom uma i srca, razuma i vjere; kad se ide za tim, da se upotrijebe sve naravne i nadnaravne sile, kako bi se ostvario cilj augustinizma, naime da čovjek bude blažen, Bonaventurina kršćanska filozofija postaje sve više suvremena i privlačiva.

## Djela
Bonaventurina djela obuhvaćaju u zadnjem kritičnom izdanju 9 svezaka in folio, a svaki svezak ima oko 800 stranica. Najglavnija su ova: 
- Commentarius in IV libros sententiarum (oko 1250.—53.);
- Breviloquium (prije 1257.);
- Quaestiones disputatae: de scientia Christi (1254.—55.), de mysterio Trinitatis (1253.—55.), de perfectione evangelica (1255.—56.);
- Collationes de decem praeceptis (1267.), de septem donis Spiritus Sancti (1268.), in Hexaemeron (1273.);
- De reductione artium ad theologiam;
- Commentarius et Collationes in Evangelium Joannis;
- Commentarius in Evangelium Lucae (1248.—50.);
- Itinerarium mentis ad Deum (1259.), De triplici via, Lignum vitae (tri klasična asketična djela);
- Apologia Pauperum (1269.);
- Legenda S. Francisci (1261.);
- mnogobrojni govori (De sanctissimo corpore Christi; De Christo omnium Magistro; De Trinitate).

Neka izdanja njegovih djela:
- Opera omnia, 10 sv., Quaracchi 1882.—1902.
- Manja izdanja: 
  - Varia Opuscula: Breviloquium, ltinerarium mentis ad Deum, De reduc-tione artium ad theol., 1911.;
  - Decem opuscula ad theologiam mysticam spectantia, 1926.;
  - Sti Bon. Opera theologica selecta, 2 sv., 1934. – 38.;
  - Collationes in Hexaemeron et bonaventuriana quaedam selecta, 1934.